# Mianus River State Park
Mianus River State Park Scenic Reserve bildet zusammen mit Treetops, dem ehemaligen Anwesen der Torch Sängerin und Schauspielerin Libby Holman, den Mianus River State Park. Entlang des Mianus River ziehen sich die beliebten Naherholungsgebiete zwischen Stamford und Greenwich im Fairfield County des US-Bundesstaates Connecticut hin. Zum Umfeld gehören auch Mianus River and Natural Park (mit 44 ha (110 acres), Eigentum der Town of Greenwich), und Mianus River Park (76 ha (187 acres), Eigentum der City of Stamford), sowie der Newman Mills Park. Diese Parks bilden den Mianus Greenway, der zum Schutz des Flusses als natürliche Wasserressource dienen soll.

## Name
Der Name geht wohl zurück auf den Sachem Myn Myano. Der Name bedeutet ungefähr: „Der, der zusammenbringt“.

## Treetops
2001 bemühten sich Anwohner, das Anwesen vor Grundstücksspekulationen zu sichern. 94 acres (38 ha) wurden als State Park ausgewiesen und weitere 11 acres (4 ha) rund um das Treetops mansion durch ein Conservation Easement unter Schutz gestellt. Viele Räume in der Villa wurden durch die gegenwärtigen Eigentümer wieder hergestellt. Dazu gehört auch das Atelier von Louis Schanker, Abstrakter Künstler und dritter Ehemann von Holman.
Seit 2006 veranstaltet die Treetops Chamber Music Society in dem Atelier ihre Jahreskonzerte.